# Charlie Ventura
Charlie Ventura (Philadelphia, 1916. december 2. – Pleasantville (New Jersey), 1992. január 17.) amerikai szaxofonos, zenekarvezető.

## Pályakép
Ventura a bebop egyik jeles szereplője volt. Gyakran játszotta Buddy Stewart, Jackie Cain & Roy Kral dalait. Titkos szerelme a nagyzenekar volt. De a nagyzenerok együttartására tett kísérletei nemigen jártak sikerrel.
Ventura New Yorkban játszott Dizzy Gillespie-vel, Buddy DeFrancoval és Roy Eldridge-vel a jam sessionokban.
1942-43-ban Gene Krupával, majd 1944-ig Teddy Powellel, 1944-től 1946-ig ismét Krupával volt. Aztán 1946-47-ben saját big bandje lett.
1946 januárjában Charlie Parker és Lester Young mellett játszott a Jazz at the Philharmonic sorozat egyik első koncertjén. 1947-től 1949-ig kis zenekarok vezetőjeként volt ismert. 1950-51-ben ismét nagyzenekart vezetett. 1951-ben Buddy Rich, Chubby Jackson és Marty Napoleon társaságában megalakította a Big Fourt. 1952-ben Gene Krupával turnézott Japánban. Az 1960-as években tovább dolgozott Krupával. 1958 és 1961 között Las Vegasban játszott.

## Albumok
- Bird and Pres: The ’46 Concerts Jazz at the Philharmonic (1946)
- Stomping with the Sax (1950)
- Gene Norman Presents a Charlie Ventura Concert (1953)
- F.Y.I. (1954)
- In Concert (1954)
- An Evening with Charlie Ventura and Mary Ann McCall (1954)
- Another Evening with Charlie Ventura and Mary Ann McCall (1954)
- Jumping with Ventura (1955)
- An Evening with Mary Ann McCall and Charlie Ventura (1955)
- Charlie Ventura's Carnegie Hall Concert (1955)
- The New Charlie Ventura in Hi-Fi (1956)
- Plays Hi-Fi Jazz (1957)
- Crazy Rhythms (1957)
- Adventure with Charlie (1957)
- Here's Charlie (1957)
- East of Suez (1958)
- A Battle of Saxes (1959)
- Plays for the People (1960)
- Live at the 3 Deuces! (1975)
- Aces at the Deuces (1976)

### Chronological Classics
- Chronological Classics 1945-1946 (1999)
- Chronological Classics 1946-1947 (2000)
- Chronological Classics 1947-1949 (2000)
- Chronological Classics 1949-1951 (2003)
- Chronological Classics 1951-1953 (2008)

## Filmek
- Charlie Ventura az IMDb-n